# Elmina
Elmina es una ciudad situada en la costa atlántica de Ghana. Fue el primer asentamiento europeo en el Oeste de África y en la actualidad cuenta con una población de unos 20.000 habitantes.

## Historia
La ciudad se desarrolló alrededor del área de influencia del castillo de San Jorge de la Mina fundado en 1482 por Juan II de Portugal y se convirtió en el cuartel general de los militares y comerciantes portugueses en su periodo de exploración y conquista hacia el sur de África. Se convirtió en puerto de referencia para los navegantes exploradores de la época, siendo conocida como "La Mina" o "Mina de Oro".
La principal motivación de los portugueses para establecerse en Elmina fue el comercio de oro, aunque rápidamente se convirtió en un puerto de comercio de esclavos. Con el paso del tiempo la ciudad se convirtió en un puerto de paso para los barcos que se dirigían hacia el Cabo de Buena Esperanza en su camino hacia India. 
Durante la Guerra luso-neerlandesa después de 155 años de dominio portugués, la ciudad fue tomada en 1637 por las tropas neerlandesas que establecieron allí la capital de lo que se conocería como la Guinea holandesa y sirvió principalmente como puerto para el comercio de esclavos. 
La ciudad permaneció en manos neerlandesas hasta que en 1872 fue vendida al Reino Unido.

#### Demografía de Elmina en la época holandesa
En el África occidental del siglo XIX, la ciudad de Elmina prosperaba gracias a una composición demográfica heterogénea y multicultural. La estructura de esta sociedad se basaba en los siete Asafo, clanes matrilineales establecidos desde hace mucho tiempo en la ciudad. Cada uno de estos Asafo tenía un sistema de liderazgo hereditario y constituía la piedra angular de la estructura sociopolítica de Elmina. Estos clanes tenían un poder importante. Sus miembros formaban el grueso de la milicia urbana y ejercían una influencia considerable en la vida cotidiana.
Sin embargo, Elmina no se limitaba a los Asafo. La ciudad también albergaba a descendientes de poblaciones esclavizadas: los Brɔfonkoa y los Maworɛfo. Aunque no estaban completamente integrados, estos grupos se abrieron camino gradualmente en la sociedad (Bourne, 1980). Ocupando inicialmente un estatus social inferior, finalmente llegaron a participar en los asuntos públicos, insertándose así gradualmente en el tejido social de Elmina.
La presencia de una población euroafricana, producto de la unión entre europeos y africanos, añadía una capa adicional de complejidad a la estructura social de Elmina. Su posición social era variable. Algunos disfrutaban de riqueza y prestigio, casándose con familias influyentes y ejerciendo un cierto poder sobre la vida pública. Otros ocupaban roles más modestos, trabajando para la administración holandesa del fuerte como empleados o artesanos y obreros. Este grupo diverso aportó una perspectiva única, moldeada por su doble herencia y sus experiencias multiculturales.
Elmina también contaba con una población que había viajado por el mundo: los veteranos javaneses. Estos antiguos soldados habían servido en el ejército de las Indias Orientales Holandesas. Su presencia introdujo un toque de exotismo y una nueva religión: el Islam. Algunos veteranos ya podían ser musulmanes, mientras que otros pudieron haber adoptado la fe durante su servicio, diversificando así el panorama religioso de Elmina.
Finalmente, una pequeña pero significativa comunidad europea residía en el fuerte holandés y sus alrededores. Estos funcionarios, comerciantes y sus familias se casaban con frecuencia con familias euroafricanas, difuminando así las fronteras entre los dos grupos. Estas uniones no solo estaban motivadas por consideraciones románticas, sino que también reflejaban la interdependencia que caracterizaba a la sociedad de Elmina. A través del comercio, la política e incluso el matrimonio, estos grupos distintos interactuaban y coexistían, creando una sociedad del siglo XIX dinámica y compleja, única en su género.

## La Elmina delsigloXXI

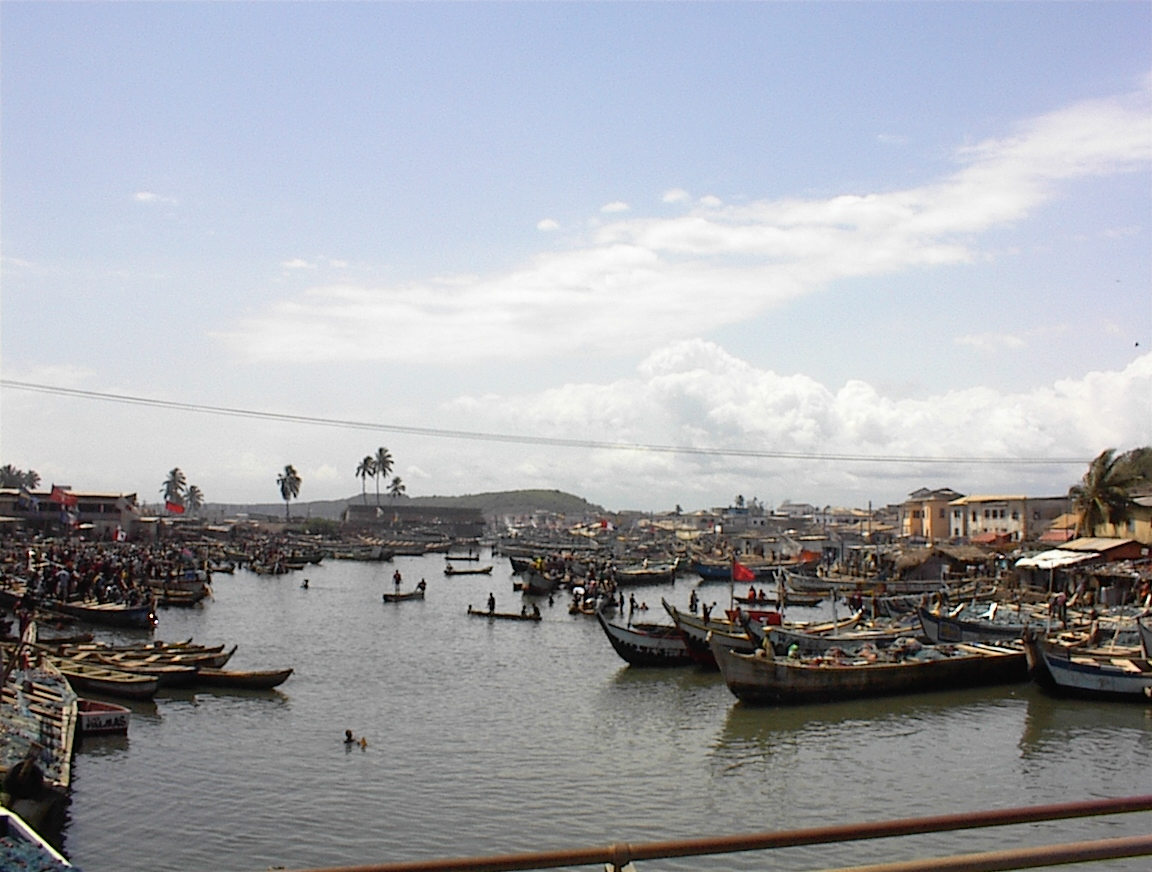
Puerto pesquero de Elmina.

El motor económico de la ciudad en la actualidad es la pesca. A principios de 2003, los dirigentes de la ciudad junto a representantes del gobierno ghanés e inversores extranjeros pusieron en marcha un plan conocido como The Elmina Strategy 2015, con el que se pretende una mejora de una cantidad enorme de aspectos de la ciudad tales como los saneamientos y tratamiento de las aguas, la mejora de las infraestructuras de salud y educación y la modernización de la industria pesquera y del puerto de la ciudad, así como dar un impulso al desarrollo turístico de la misma.

## Ciudades hermanas
- Mâcon -  Francia
- Gouda -  Países Bajos